# Oleg Reabciuk
Oleg Reabciuk (Ialoveni, 16 gennaio 1998) è un calciatore moldavo, difensore dello Spartak Mosca e della nazionale moldava.

## Carriera

### Club
Originario della Moldavia, si è trasferito da piccolo in Portogallo, iniziando a giocare a calcio nelle giovanili del Rio Maior, dove è rimasto per 5 anni, dal 2010 al 2015. Nella stagione successiva ha giocato nel Belenenses.
A 18 anni, nel 2016, si è trasferito al Porto e, dopo una stagione nell'Under-19, è passato nella squadra B in Segunda Liga, seconda serie portoghese, con la quale ha esordito il 26 novembre 2017, giocando titolare nella sconfitta interna per 2-1 contro l'Académica.
Ha segnato il suo primo gol in carriera il 4 febbraio 2018, realizzando il definitivo 2-1 all'82' nella gara casalinga con il Leixões.
Il 1º gennaio 2021 viene acquistato dall'Olympiacos.

### Nazionale
Ha iniziato a giocare nelle nazionali giovanili moldave nel 2016, disputando 2 gare con l'Under-19 nelle qualificazioni all'Europeo di categoria 2017 in Georgia.
Il 27 marzo 2018 ha fatto il suo esordio in nazionale maggiore, nell'amichevole persa per 2-1 a Beauvais, in Francia, contro la Costa d'Avorio, partendo titolare e venendo sostituito al 66'.

## Statistiche

### Presenze e reti nei club
Statistiche aggiornate al 1º dicembre 2024.
| Stagione                 | Squadra                  | Campionato               | Campionato | Campionato | Coppe nazionali | Coppe nazionali | Coppe nazionali | Coppe continentali | Coppe continentali | Coppe continentali | Altre coppe | Altre coppe | Altre coppe | Totale | Totale | Totale |
| Stagione                 | Squadra                  | Comp                     | Pres       | Reti       | Comp            | Pres            | Reti            | Comp               | Pres               | Reti               | Comp        | Pres        | Reti        | Pres   | Reti   |        |
| ------------------------ | ------------------------ | ------------------------ | ---------- | ---------- | --------------- | --------------- | --------------- | ------------------ | ------------------ | ------------------ | ----------- | ----------- | ----------- | ------ | ------ | ------ |
| 2017-2018                | Porto B                  | SL                       | 15         | 4          | -               | -               | -               | -                  | -                  | -                  | -           | -           | -           | 15     | 4      |        |
| 2018-2019                | Porto B                  | SL                       | 32         | 0          | -               | -               | -               | -                  | -                  | -                  | -           | -           | -           | 32     | 0      |        |
| Totale Porto B           | Totale Porto B           | Totale Porto B           | 47         | 4          |                 | -               | -               |                    | -                  | -                  |             | -           | -           | 47     | 4      |        |
| 2019-2020                | Paços Ferreira           | PL                       | 26         | 0          | CP+CdL          | 3+2             | 0               | -                  | -                  | -                  | -           | -           | -           | 31     | 0      |        |
| 2020-gen. 2021           | Paços Ferreira           | PL                       | 11         | 2          | CP+CdL          | 1+1             | 0               | -                  | -                  | -                  | -           | -           | -           | 13     | 2      |        |
| Totale Paços de Ferreira | Totale Paços de Ferreira | Totale Paços de Ferreira | 37         | 2          |                 | 7               | 0               |                    | -                  | -                  |             | -           | -           | 44     | 2      |        |
| gen.-giu. 2021           | Olympiacos               | SL                       | 12+8       | 0          | CG              | 3               | 0               | UCL+UEL            | 0+4                | 0                  | -           | -           | -           | 27     | 0      |        |
| 2021-2022                | Olympiacos               | SL                       | 24+8       | 0+1        | CG              | 3               | 0               | UCL+UEL            | 3+10               | 0+1                | -           | -           | -           | 48     | 2      |        |
| 2022-2023                | Olympiacos               | SL                       | 21+9       | 0+1        | CG              | 4               | 0               | UCL+UEL            | 2+9                | 0                  | -           | -           | -           | 45     | 1      |        |
| Totale Olympiakos        | Totale Olympiakos        | Totale Olympiakos        | 82         | 2          |                 | 10              | 0               |                    | 28                 | 1                  |             | -           | -           | 120    | 3      |        |
| 2023-2024                | Spartak Mosca            | PL                       | 14         | 0          | KR              | 6               | 0               | -                  | -                  | -                  | -           | -           | -           | 20     | 0      |        |
| 2024-2025                | Spartak Mosca            | PL                       | 16         | 0          | KR              | 4               | 0               | -                  | -                  | -                  | -           | -           | -           | 20     | 0      |        |
| Totale Spartak Mosca     | Totale Spartak Mosca     | Totale Spartak Mosca     | 30         | 0          |                 | 10              | 0               |                    | -                  | -                  |             | -           | -           | 40     | 0      |        |
| Totale carriera          | Totale carriera          | Totale carriera          | 196        | 8          |                 | 27              | 0               |                    | 28                 | 1                  |             | -           | -           | 251    | 9      |        |

### Cronologia presenze e reti in nazionale
| Cronologia completa delle presenze e delle reti in nazionale ― Moldavia | Cronologia completa delle presenze e delle reti in nazionale ― Moldavia | Cronologia completa delle presenze e delle reti in nazionale ― Moldavia | Cronologia completa delle presenze e delle reti in nazionale ― Moldavia | Cronologia completa delle presenze e delle reti in nazionale ― Moldavia | Cronologia completa delle presenze e delle reti in nazionale ― Moldavia | Cronologia completa delle presenze e delle reti in nazionale ― Moldavia | Cronologia completa delle presenze e delle reti in nazionale ― Moldavia |
| Data                                                                    | Città                                                                   | In casa                                                                 | Risultato                                                               | Ospiti                                                                  | Competizione                                                            | Reti                                                                    | Note                                                                    |
| ----------------------------------------------------------------------- | ----------------------------------------------------------------------- | ----------------------------------------------------------------------- | ----------------------------------------------------------------------- | ----------------------------------------------------------------------- | ----------------------------------------------------------------------- | ----------------------------------------------------------------------- | ----------------------------------------------------------------------- |
| 27-3-2018                                                               | Beauvais                                                                | Costa d'Avorio                                                          | 2 – 1                                                                   | Moldavia                                                                | Amichevole                                                              | -                                                                       | 55’ 66’                                                                 |
| 4-6-2018                                                                | Kematen in Tirol                                                        | Armenia                                                                 | 0 – 0                                                                   | Moldavia                                                                | Amichevole                                                              | -                                                                       |                                                                         |
| 8-9-2018                                                                | Lussemburgo                                                             | Lussemburgo                                                             | 4 – 0                                                                   | Moldavia                                                                | UEFA Nations League 2018-2019 - 1º turno                                | -                                                                       |                                                                         |
| 11-9-2018                                                               | Chișinău                                                                | Moldavia                                                                | 0 – 0                                                                   | Bielorussia                                                             | UEFA Nations League 2018-2019 - 1º turno                                | -                                                                       |                                                                         |
| 12-10-2018                                                              | Chișinău                                                                | Moldavia                                                                | 2 – 0                                                                   | San Marino                                                              | UEFA Nations League 2018-2019 - 1º turno                                | -                                                                       | 46’                                                                     |
| 15-10-2018                                                              | Minsk                                                                   | Bielorussia                                                             | 0 – 0                                                                   | Moldavia                                                                | UEFA Nations League 2018-2019 - 1º turno                                | -                                                                       | 43’                                                                     |
| 15-11-2018                                                              | Serravalle                                                              | San Marino                                                              | 0 – 1                                                                   | Moldavia                                                                | UEFA Nations League 2018-2019 - 1º turno                                | -                                                                       |                                                                         |
| 18-11-2018                                                              | Chișinău                                                                | Moldavia                                                                | 1 – 1                                                                   | Lussemburgo                                                             | UEFA Nations League 2018-2019 - 1º turno                                | -                                                                       | 40’                                                                     |
| 22-3-2019                                                               | Chișinău                                                                | Moldavia                                                                | 1 – 4                                                                   | Francia                                                                 | Qual. Euro 2020                                                         | -                                                                       |                                                                         |
| 25-3-2019                                                               | Eskişehir                                                               | Turchia                                                                 | 4 – 0                                                                   | Moldavia                                                                | Qual. Euro 2020                                                         | -                                                                       | 64’                                                                     |
| 8-6-2019                                                                | Chișinău                                                                | Moldavia                                                                | 1 – 0                                                                   | Andorra                                                                 | Qual. Euro 2020                                                         | -                                                                       |                                                                         |
| 11-6-2019                                                               | Elbasan                                                                 | Albania                                                                 | 2 – 0                                                                   | Moldavia                                                                | Qual. Euro 2020                                                         | -                                                                       |                                                                         |
| 7-9-2019                                                                | Reykjavík                                                               | Islanda                                                                 | 3 – 0                                                                   | Moldavia                                                                | Qual. Euro 2020                                                         | -                                                                       |                                                                         |
| 10-9-2019                                                               | Chișinău                                                                | Moldavia                                                                | 0 – 4                                                                   | Turchia                                                                 | Qual. Euro 2020                                                         | -                                                                       |                                                                         |
| 11-10-2019                                                              | Andorra la Vella                                                        | Andorra                                                                 | 1 – 0                                                                   | Moldavia                                                                | Qual. Euro 2020                                                         | -                                                                       |                                                                         |
| 14-10-2019                                                              | Tiraspol                                                                | Moldavia                                                                | 0 – 4                                                                   | Albania                                                                 | Qual. Euro 2020                                                         | -                                                                       | 62’                                                                     |
| 3-9-2020                                                                | Parma                                                                   | Moldavia                                                                | 1 – 1                                                                   | Kosovo                                                                  | UEFA Nations League 2020-2021 - 1º turno                                | -                                                                       |                                                                         |
| 6-9-2020                                                                | Lubiana                                                                 | Slovenia                                                                | 1 – 0                                                                   | Moldavia                                                                | UEFA Nations League 2020-2021 - 1º turno                                | -                                                                       |                                                                         |
| 7-10-2020                                                               | Firenze                                                                 | Italia                                                                  | 6 – 0                                                                   | Moldavia                                                                | Amichevole                                                              | -                                                                       | 46’                                                                     |
| 11-10-2020                                                              | Amarousio                                                               | Grecia                                                                  | 2 – 0                                                                   | Moldavia                                                                | UEFA Nations League 2020-2021 - 1º turno                                | -                                                                       |                                                                         |
| 14-10-2020                                                              | Chișinău                                                                | Moldavia                                                                | 0 – 4                                                                   | Slovenia                                                                | UEFA Nations League 2020-2021 - 1º turno                                | -                                                                       |                                                                         |
| 12-11-2020                                                              | Chișinău                                                                | Moldavia                                                                | 0 – 0                                                                   | Russia                                                                  | Amichevole                                                              | -                                                                       |                                                                         |
| 15-11-2020                                                              | Chișinău                                                                | Moldavia                                                                | 0 – 2                                                                   | Grecia                                                                  | UEFA Nations League 2020-2021 - 1º turno                                | -                                                                       |                                                                         |
| 18-11-2020                                                              | Pristina                                                                | Kosovo                                                                  | 1 – 0                                                                   | Moldavia                                                                | UEFA Nations League 2020-2021 - 1º turno                                | -                                                                       | 73’                                                                     |
| 25-3-2021                                                               | Chișinău                                                                | Moldavia                                                                | 1 – 1                                                                   | Fær Øer                                                                 | Qual. Mondiali 2022                                                     | -                                                                       |                                                                         |
| 28-3-2021                                                               | Herning                                                                 | Danimarca                                                               | 8 – 0                                                                   | Moldavia                                                                | Qual. Mondiali 2022                                                     | -                                                                       |                                                                         |
| 31-3-2021                                                               | Chișinău                                                                | Moldavia                                                                | 1 – 4                                                                   | Israele                                                                 | Qual. Mondiali 2022                                                     | -                                                                       |                                                                         |
| 1-9-2021                                                                | Chișinău                                                                | Moldavia                                                                | 0 – 2                                                                   | Austria                                                                 | Qual. Mondiali 2022                                                     | -                                                                       | 36’                                                                     |
| 4-9-2021                                                                | Glasgow                                                                 | Scozia                                                                  | 1 – 0                                                                   | Moldavia                                                                | Qual. Mondiali 2022                                                     | -                                                                       |                                                                         |
| 7-9-2021                                                                | Tórshavn                                                                | Fær Øer                                                                 | 2 – 1                                                                   | Moldavia                                                                | Qual. Mondiali 2022                                                     | -                                                                       | 89’                                                                     |
| 12-10-2021                                                              | Be'er Sheva                                                             | Israele                                                                 | 2 – 1                                                                   | Moldavia                                                                | Qual. Mondiali 2022                                                     | -                                                                       | 45+3’, 85’                                                              |
| 24-3-2022                                                               | Chișinău                                                                | Moldavia                                                                | 1 – 2                                                                   | Kazakistan                                                              | UEFA Nations League 2020-2021 - Play-out                                | -                                                                       | 63’                                                                     |
| 29-3-2022                                                               | Astana                                                                  | Kazakistan                                                              | 0 – 1 dts (5 – 4 dtr)                                                   | Moldavia                                                                | UEFA Nations League 2020-2021 - Play-out                                | -                                                                       | 73’                                                                     |
| 3-6-2022                                                                | Vaduz                                                                   | Liechtenstein                                                           | 0 – 2                                                                   | Moldavia                                                                | UEFA Nations League 2022-2023 - 1º turno                                | -                                                                       | 77’                                                                     |
| 6-6-2022                                                                | Andorra la Vella                                                        | Andorra                                                                 | 0 – 0                                                                   | Moldavia                                                                | UEFA Nations League 2022-2023 - 1º turno                                | -                                                                       |                                                                         |
| 10-6-2022                                                               | Chișinău                                                                | Moldavia                                                                | 2 – 4                                                                   | Lettonia                                                                | UEFA Nations League 2022-2023 - 1º turno                                | -                                                                       |                                                                         |
| 14-6-2022                                                               | Chișinău                                                                | Moldavia                                                                | 2 – 1                                                                   | Andorra                                                                 | UEFA Nations League 2022-2023 - 1º turno                                | -                                                                       |                                                                         |
| 16-11-2022                                                              | Chișinău                                                                | Moldavia                                                                | 1 – 2                                                                   | Azerbaigian                                                             | Amichevole                                                              | -                                                                       | 90’                                                                     |
| 20-11-2022                                                              | Chișinău                                                                | Moldavia                                                                | 0 – 5                                                                   | Romania                                                                 | Amichevole                                                              | -                                                                       |                                                                         |
| 17-6-2023                                                               | Tirana                                                                  | Albania                                                                 | 2 – 0                                                                   | Moldavia                                                                | Qual. Euro 2024                                                         | -                                                                       |                                                                         |
| 20-6-2023                                                               | Chișinău                                                                | Moldavia                                                                | 3 – 2                                                                   | Polonia                                                                 | Qual. Euro 2024                                                         | -                                                                       | 90+2’                                                                   |
| 12-10-2023                                                              | Solna                                                                   | Svezia                                                                  | 3 – 1                                                                   | Moldavia                                                                | Amichevole                                                              | -                                                                       |                                                                         |
| 15-10-2023                                                              | Varsavia                                                                | Polonia                                                                 | 1 – 1                                                                   | Moldavia                                                                | Qual. Euro 2024                                                         | -                                                                       | 58’                                                                     |
| 17-11-2023                                                              | Chișinău                                                                | Moldavia                                                                | 1 – 1                                                                   | Albania                                                                 | Qual. Euro 2024                                                         | -                                                                       |                                                                         |
| 20-11-2023                                                              | Olomouc                                                                 | Rep. Ceca                                                               | 3 – 0                                                                   | Moldavia                                                                | Qual. Euro 2024                                                         | -                                                                       |                                                                         |
| 22-3-2024                                                               | Boztepe                                                                 | Macedonia del Nord                                                      | 1 – 1                                                                   | Moldavia                                                                | Amichevole                                                              | -                                                                       |                                                                         |
| 26-3-2024                                                               | Boztepe                                                                 | Isole Cayman                                                            | 0 – 4                                                                   | Moldavia                                                                | Amichevole                                                              | -                                                                       | 71’                                                                     |
| 8-6-2024                                                                | Chișinău                                                                | Moldavia                                                                | 3 – 2                                                                   | Cipro                                                                   | Amichevole                                                              | -                                                                       | 46’                                                                     |
| 11-6-2024                                                               | Chișinău                                                                | Moldavia                                                                | 0 – 4                                                                   | Ucraina                                                                 | Amichevole                                                              | -                                                                       |                                                                         |
| 7-9-2024                                                                | Chișinău                                                                | Moldavia                                                                | 2 – 0                                                                   | Malta                                                                   | UEFA Nations League 2024-2025 - 1º turno                                | -                                                                       |                                                                         |
| 10-10-2024                                                              | Chișinău                                                                | Moldavia                                                                | 2 – 0                                                                   | Andorra                                                                 | UEFA Nations League 2024-2025 - 1º turno                                | -                                                                       |                                                                         |
| 13-10-2024                                                              | Ta' Qali                                                                | Malta                                                                   | 1 – 0                                                                   | Moldavia                                                                | UEFA Nations League 2024-2025 - 1º turno                                | -                                                                       | 30’                                                                     |
| 16-11-2024                                                              | Andorra la Vella                                                        | Andorra                                                                 | 0 – 1                                                                   | Moldavia                                                                | UEFA Nations League 2024-2025 - 1º turno                                | -                                                                       | 46’                                                                     |
| 22-3-2025                                                               | Chișinău                                                                | Moldavia                                                                | 0 – 5                                                                   | Norvegia                                                                | Qual. Mondiali 2026                                                     | -                                                                       |                                                                         |
| 25-3-2025                                                               | Chișinău                                                                | Moldavia                                                                | 2 – 3                                                                   | Estonia                                                                 | Qual. Mondiali 2026                                                     | -                                                                       |                                                                         |
| 6-6-2025                                                                | Varsavia                                                                | Polonia                                                                 | 2 – 0                                                                   | Moldavia                                                                | Amichevole                                                              | -                                                                       |                                                                         |
| 9-6-2025                                                                | Reggio Emilia                                                           | Italia                                                                  | 2 – 0                                                                   | Moldavia                                                                | Qual. Mondiali 2026                                                     | -                                                                       |                                                                         |
| Totale                                                                  |                                                                         | Presenze                                                                | 57                                                                      |                                                                         | Reti                                                                    | 0                                                                       |                                                                         |

## Palmarès

### Club
- Campionato greco: 2

Olympiakos: 2020-2021, 2021-2022

### Individuale
- Calciatore moldavo dell'anno: 2

2020, 2021